# Zinkensdamm (metropolitana di Stoccolma)
Zinkensdamm è una stazione della metropolitana di Stoccolma.
Collocata sull'isola (e circoscrizione) di Södermalm, Zinkensdamm si trova sulla linea rossa della rete metroviaria locale, posizionata fra le fermate Mariatorget e Hornstull. Dista pressappoco 2,5 chilometri dalla stazione centrale.
Venne ufficialmente aperta il 5 aprile 1964, stesso giorno in cui divenne operativo il tratto fra T-Centralen e Örnsberg.
La piattaforma è situata ad una profondità di 19 metri sotto il livello del suolo. Essa è accessibile da un'unica entrata, ubicata sul viale Ringvägen. La stazione fu progettata dall'architetto Olov Blomkvist, mentre i suoi interni vennero curati da Göran T. Karlsson e John Stenborg rispettivamente nel 1991 e nel 2003.
Il suo utilizzo medio quotidiano durante un normale giorno feriale è pari a 6.400 persone circa.

## Tempi di percorrenza
| Linea | Capolinea     | Tempo  | Stazione                                                  | Tempo                         |
| T13   | Ropsten       | 15 min | Liljeholmen Slussen Gamla stan T-Centralen Östermalmstorg | 4 min 3 min 5 min 7 min 9 min |
| T13   | Norsborg      | 30 min | Liljeholmen Slussen Gamla stan T-Centralen Östermalmstorg | 4 min 3 min 5 min 7 min 9 min |
| T14   | Fruängen      | 12 min | Liljeholmen Slussen Gamla stan T-Centralen Östermalmstorg | 4 min 3 min 5 min 7 min 9 min |
| T14   | Mörby centrum | 22 min | Liljeholmen Slussen Gamla stan T-Centralen Östermalmstorg | 4 min 3 min 5 min 7 min 9 min |